# Ибрагимов, Муса Муслиевич
Муса́ Мусли́евич Ибраги́мов (род. 30 апреля 1948, Актюбинская область) — советский и российский учёный, доктор исторических наук, профессор, член-корреспондент Академии наук Чеченской Республики.

## Биография
Чеченец. Родился в депортации 30 апреля 1948 года в посёлке Курашасай Актюбинской области Казахстана. В 1955 году поступил в 1-й класс школы № 16 г. Актюбинск. После реабилитации чеченцев и ингушей в декабре 1956 года семья вернулась на историческую родину. В 1966 году окончил Веденскую среднюю школу в Ведено, Чечено-Ингушская АССР.
В 1975 году окончил философский факультет Ленинградского государственного университета. В 1988 году на философском факультете МГУ защитил кандидатскую диссертацию «Негативное отношение к труду и его преодоление в условиях социализма». В 2003 году в МПГУ защитил докторскую диссертацию «Формирование и реализация государственной миграционной политики России в 1990-е гг.».
С 2006 по 2015 год возглавлял кафедру политологии и социологии Грозненского нефтяного технического университета имени М. Д. Миллионщикова. В настоящее время является, профессором кафедры «Социально-гуманитарные дисциплины» ГГНТУ, а также заведующим кафедрой «Социально-гуманитарные науки» Российского исламского университета имени Кунта-Хаджи. В 2008 году избран член-корреспондентом Академии наук Чеченской Республики.
Является автором 9 монографий и более 180 работ по проблемам формирования личности, межнациональных отношений и миграционных процессов. Также является одним из авторов «Концепции государственной национальной политики в Чеченской Республике» и руководителем авторского коллектива второго тома «История Чечни с древнейших времен до наших дней». Под его руководством защищены две докторские и пять кандидатских диссертаций.
В 2005 году был избран депутатом Парламента Чеченской Республики первого созыва. В Парламенте возглавил Комитет по законодательству и законности, государственному строительству и местному самоуправлению Совета Республики.
Является членом Совета РОО «Интеллектуальный центр Чеченской Республики», длительное время возглавляет жюри ежегодной премии этой организации «Серебряная сова».

## Монографии
- «Миграционные процессы на постсоветском пространстве» (Саратов, 2001);
- «Миграция и политика» (Саратов, 2002);
- «Чечня: через круги ада. О депортации и переселении чеченского народа» (Москва, 2003, в соавторстве с Мовсуром Ибрагимовым).
- Чечня: через круги ада. Войны, переселения и депортации чеченского народа. 2-е испр. и дополн. изд. — Грозный: издательство ФГБОУ ВО «Чеченский государственный университет», 2017.-308 с.
- История Чечни с древнейших времен до наших дней. Т.2. История Чечни ХХ-начала XXI вв. (Грозный.2008. Руководитель авторского коллектива).
- Вклад русской интеллигенции в социально-экономическое и культурное развитие Чечено-Ингушетии в годы советской власти (Грозный,2012, в соавторстве с Балаевой А. Р. и Нуридовой А. Х.)
- Чеченцы: выселение, выживание, возвращение (1940—1950-е гг.) Грозный. 2015.
- Ислам как важнейший фактор чеченской идентичности: исторические очерки. Грозный, 2019 - 112 с.
- Гуной в истории, политике и культуре Чечни. Историко-этнографические очерки. Грозный: Алеф,2021.- 582 с.
- Ибрагимов М. М., Хасбулатов А. И., Магамадов С. С. История Чечни с древнейших времён до наших дней. В 2-х томах / Ибрагимов М. М. (руководитель авторского коллектива). — Грозный: ГУП Книжное издательство, 2008. — Т. 2. — 832 с. — ISBN 978-5-98896-101-7.

## Награды и звания
- Орден «За развитие парламентаризма»;
- Медаль «За заслуги перед Чеченской Республикой»;
- Медаль «За трудовое отличие»;
- Медаль «За честное исполнение депутатского долга»;
- Грамота Совета Федерации Федерального Собрания РФ;
- Грамоты Правительства ЧР;
- Благодарственное письмо Президента ЧР;
- Грамота Ассамблеи народов России;
- «Заслуженный деятель науки Чеченской Республики»;
- Значок ЦК ВЛКСМ «За активную работу в комсомоле»;
- Грамота ЦК ВЛКСМ.